# 홍천우체국
홍천우체국(洪川郵遞局)은 홍천 지역의 우편과 우체국예금보험 업무를 담당하는 강원지방우정청 소속 우체국이다. 강원특별자치도 홍천군 홍천읍 홍천로 368에 있다.

## 기본 정보
- 주소: 강원특별자치도 홍천군 홍천읍 홍천로 368
- 우편번호: 25139

## 연혁
- 1905년 6월 13일: 홍천임시우체소 설치
- 1923년 3월 25일 : 홍천우편국 폐지[1]
- 1923년 3월 26일 : 홍천우편소 설치[2]
- 1932년 3월 26일 : 성산우편소 설치[3]
- 1934년 3월 21일 : 서석우편소 설치[4]
- 1936년 3월 26일 : 자은우편취급소 설치[5]
- 1938년 3월 15일 : 자은우편취급소 폐지[6]
- 1938년 3월 16일 : 자은우편소, 창촌우편소 설치[7]
- 1940년 3월 16일 : 내촌우편소 설치
- 1941년 2월 1일 : 홍천우편소를 홍천우편국으로, 서석우편소를 서석우편국으로, 성산우편소를 성산우편국으로, 자은우편소를 자은우편국으로, 창촌우편소를 창촌우편국으로 개칭[8]
- 1942년 3월 26일 : 내촌우편소가 내촌우편국으로 승격[9]
- 1944년 2월 1일 : 양덕원우편국 설치[10]
- 1949년 8월 13일 : 홍천우편국을 홍천우체국으로, 내촌우편국을 내촌우체국으로, 서석우편국을 서석우체국으로, 성산우편국을 성산우체국으로, 양덕원우편국을 양덕원우체국으로, 자은우편국을 자은우체국으로, 창촌우편국을 창촌우체국으로 명칭 변경[11]
- 1950년 6월 25일 : 성산우체국 업무 일시 중지
- 1950년 6월 30일 : 자은우체국 업무 일시 중지
- 1950년 9월 22일 : 제101군사우체국 개국
- 1950년 10월 10일 : 성산우체국 업무 재개
- 1952년 1월 1일 : 내촌우체국 업무 재개
- 1953년 10월 31일: 홍천군 홍천읍 신장대리 7-4에서 개국(주사국)
- 1955년 3월 25일 : 양덕원우체국을 남면 양덕원리 192-1로 이전
- 1960년 2월 1일 : 반곡우체국 개국[12]
- 1963년 8월 12일 : 북방우체국 별정우체국 개국[13]
- 1964년 3월 26일 : 제101군사우체국 개국[14]
- 1964년 9월 20일 : 동면우체국 별정우체국 개국[15]
- 1965년 8월 20일 : 반곡우체국 모곡분국 개국[16]
- 1966년 6월 1일: 사무관국으로 승격(서무계,우편계,전신전화계)
- 1967년 6월 12일 : 동면우체국을 홍천동면우체국으로 명칭 변경[17]
- 1968년 6월 20일 : 제81군사우체국 개국[18]
- 1971년 12월 28일: 청사 준공 이전 (홍천읍 신장대리 55-13)
- 1973년 11월 18일 : 양덕원우체국을 남면 양덕원리 142-17로 이전
- 1978년 8월 28일 : 양덕원우체국 시동분국 신설[19]
- 1985년 12월 30일 : 홍천삼마치우편취급소 신설[20]
- 1986년 8월 25일 : 내촌우체국 개축청사 준공
- 1987년 12월 7일 : 시동분국이 홍천시동우체국으로 명칭 변경[21]
- 1988년 1월 5일 : 모국분국이 홍천모곡우체국으로 명칭 변경[22]
- 1990년 1월 10일 : 홍천연봉우편취급소 신설[23]
- 1990년 12월 3일 : 북방우체국이 현위치로 이전
- 1992년 1월 26일 : 홍천갈마곡우편취급소 신설
- 1994년 12월 9일 : 양덕원우체국을 남면 양덕원리 182-2로 이전
- 1994년 12월 15일 : 홍천갈마곡우편취급소 재신설[24]
- 1997년 7월 1일: 5급관서 편제개편 신설(영업과,업무관리과,지도실), 내촌우체국이 6급국에서 7급국으로 격하[25]
- 1999년 12월 1일 : 홍천연봉우체국 개국[26]
- 2001년 5월 1일: 관리기능 광역화 확대실시에 따른 편제개편(우편물류과,영업과,마케팅지원실)
- 2003년 1월 23일 : 내촌우체국이 7급국에서 6급국으로 승격
- 2004년 1월 1일: 편제개편(영업과,우편물류과, 지원과, 경영지도실)
- 2004년 12월 31일 : 홍천모곡우체국 폐국[27]
- 2005년 2월 1일 : 제81군사우체국이 홍천우체국 제81군사우편출장소로 변경
- 2005년 2월 3일 : 제81군사우체국 폐국[28]
- 2007년 6월 22일: 홍천군 남면 우편구역을 홍천우체국에서 양덕원우체국으로 변경[29]
- 2008년 5월 6일 : 홍천갈마곡우편취급소를 홍천갈마곡우편취급국으로 명칭 변경
- 2010년 7월 1일: 홍천읍 상오안리 우편구역을 양덕원우체국에서 홍천우체국으로 변경[30]
- 2012년 8월 14일: 홍천모곡우편취급국 폐국[31]
- 2014년 12월 31일 : 홍천시동우체국 폐국[32]
- 2021년 7월 5일 : 홍천동면우체국을 영귀미우체국으로 명칭 변경[33][34]

## 관할 우체국
| 우체국명             | 사진 | 주소                                         | 비고                                                   |
| -------------------- | ---- | -------------------------------------------- | ------------------------------------------------------ |
| 내촌우체국           |      | 강원특별자치도 홍천군 내촌면 아홉사리로 1141 |                                                        |
| 반곡우체국           |      | 강원특별자치도 홍천군 서면 팔봉산로 624      |                                                        |
| 북방우체국           |      | 강원특별자치도 홍천군 북방면 영서로 2678     | 별정우체국                                             |
| 서석우체국           |      | 강원특별자치도 홍천군 서석면 구룡령로 2518   |                                                        |
| 성산우체국           |      | 강원특별자치도 홍천군 화촌면 성산로 139      |                                                        |
| 양덕원우체국         |      | 강원특별자치도 홍천군 남면 양덕원로 88       |                                                        |
| 영귀미우체국         |      | 강원특별자치도 홍천군 동면 공작산로 510      | 별정우체국 2021년 7월 5일 홍천동면우체국에서 명칭 변경 |
| 자은우체국           |      | 강원특별자치도 홍천군 두촌면 자은로 341      |                                                        |
| 창촌우체국           |      | 강원특별자치도 홍천군 내면 창촌로 45-5       |                                                        |
| 홍천갈마곡우편취급국 |      | 강원특별자치도 홍천군 홍천읍 희망로 92       | 1994년 12월 15일 신설                                  |
| 홍천모곡우체국       |      | 강원특별자치도 홍천군 서면 모곡리            | 2004년 12월 31일 폐국                                  |
| 홍천모곡우편취급국   |      | 강원특별자치도 홍천군 서면 모곡리 167-17     | 2012년 8월 14일 폐국                                   |
| 홍천삼마치우편취급소 |      | 강원특별자치도 홍천군 홍천읍 삼마치리        |                                                        |
| 홍천시동우체국       |      | 강원특별자치도 홍천군 남면 시동안로 229      | 2014년 12월 31일 폐국                                  |
| 홍천연봉우체국       |      | 강원특별자치도 홍천군 홍천읍 연봉중앙로 54   | 1999년 12월 1일 신설                                   |

## 조직
- 경영지도실
- 영업과
- 우편물류과